# Dobrojanivka, Vradiivka
Dobrojanivka (în ucraineană Доброжанівка) este localitatea de reședință a comunei Dobrojanivka din raionul Vradiivka, regiunea Mîkolaiiv, Ucraina.

## Demografie
Componența lingvistică a localității Dobrojanivka
     Ucraineană (95,18%)
     Rusă (2,06%)
     Română (2,06%)
     Alte limbi (0,46%)
Conform recensământului din 2001, majoritatea populației localității Dobrojanivka era vorbitoare de ucraineană (95,18%), existând în minoritate și vorbitori de rusă (2,06%) și română (2,06%).